# Liste von Persönlichkeiten der Stadt Incheon
Dies ist eine Liste von Persönlichkeiten der Stadt Incheon. Die Liste erhebt keinen Anspruch auf Vollständigkeit.

## Söhne und Töchter der Stadt
Folgende Persönlichkeiten sind in der Stadt geboren. Die Auflistung erfolgt chronologisch nach Geburtsjahr. Ob sie ihren späteren Wirkungskreis in Incheon hatten oder nicht, ist dabei unerheblich.

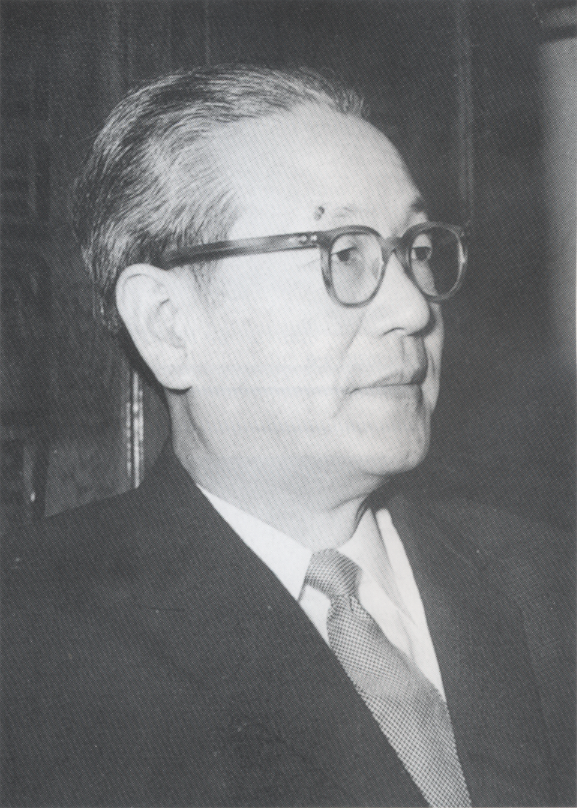
Chang Myon

- Helen Kim (1899–1970), Politikerin, Pädagogin, Sozialaktivistin und Hochschullehrerin
- Chang Myon (1899–1966), Politiker
- Choi Bool-am (* 1940), Schauspieler
- Jin Hi Kim (* 1957), Komungospielerin und Komponistin
- Ku Hyo-sŏ (* 1958), Schriftsteller
- Gi Hyeong-do (1960–1989), Lyriker
- Yim Soon-rye (* 1960), Filmregisseurin
- John Baptist Jung Shin-chul (* 1964), römisch-katholischer Geistlicher, Bischof von Incheon
- Sung Dong-il (* 1967), Schauspieler
- Wonseok Chung (* 1969), Germanist und Hochschullehrer
- Cho Chi-hyo (* 1970), Handballspieler und -trainer
- Noh Jung-yoon (* 1971), Fußballspieler
- Lee Lim-saeng (* 1971), Fußballspieler und -trainer
- Jang Dae-il (* 1975), südkoreanisch-englischer Fußballspieler
- Moon Dae-sung (* 1976), Taekwondoin und Politiker
- Kim Nam-il (* 1977), Fußballspieler
- Ahn Hyo-yeon (* 1978), Fußballspieler
- Kim Yong-hyun (* 1978), Badmintonspieler
- Yim Bang-eun (* 1978), Badmintonspieler
- Kim Ae-ran (* 1980), Schriftstellerin
- Choi Tae-uk (* 1981), Fußballspieler
- Lee Chun-soo (* 1981), Fußballspieler
- Kang Hye-jeong (* 1982), Schauspielerin
- Jang Hee-jin (* 1983), Schauspielerin
- Cho Yong-hyung (* 1983), Fußballspieler
- Kim Hyung-il (* 1984), Fußballspieler
- Yun Hyon-seok (1984–2003), LGBT-Aktivist, Dichter und Schriftsteller
- Ku Hye-sun (* 1984), Schauspielerin, Regisseurin und Drehbuchautorin
- Ha Dae-sung (* 1985), Fußballspieler
- Kang Young-mi (* 1985), Degenfechterin
- San E (* 1985), Rapper
- Lee Keun-ho (* 1985), Fußballspieler
- Nam Hyun-woo (* 1985), Tennisspieler
- Cho Eon-rae (* 1986), Tischtennisspieler
- Jang Jae-ho (* 1986), E-Sportler
- Cha Yu-ram (* 1987), Poolbillardspielerin
- Han Soo-jin (* 1987), Eishockeyspielerin
- Kim Sa-rang (* 1989), Badmintonspieler
- Hyoyeon (* 1989), Sängerin und Tänzerin
- Jang Suk-won (* 1989), Fußballspieler
- Ryu Eun-hee (* 1990), Handballspielerin
- Sun-Mi Hong (* 1990), Jazzmusikerin
- Choi Min-ho (* 1991), Sänger und Schauspieler
- Han Na-lae (* 1992), Tennisspielerin
- In Kyo-don (* 1992), Taekwondoin
- Bang Min-ah (* 1993), Sängerin und Schauspielerin
- Song Se-ra (* 1993), Degenfechterin
- Cheon Seonran (* 1993), Schriftstellerin
- Song Ui-young (* 1993), Fußballspieler
- Jang Sel-gi (* 1994), Fußballspielerin
- Eum Hwa-yeong (* 1995), Squashspielerin
- Nam Ji-hyun (* 1995), Schauspielerin
- Jang Woojin (* 1995), Tischtennisspieler
- Kang Kyung-min (* 1996), Handballspielerin
- Choi Beom-kyeong (* 1997), Fußballspieler
- Jeong Yein (* 1998), Sängerin
- Kim Jung-min (* 1999), Fußballspieler
- Lia (* 2000), Sängerin
- Lee Kang-in (* 2001), Fußballspieler

## Ehrenbürger
- 2018: Trey Hillman (* 1963), US-amerikanischer Baseballspieler[1]